# آغازموشان
آغازموشان (نام علمی: Eomyidae) نام یک تیره از زیرراسته بیدسترریختان است.